# Кёпрюлю каньон

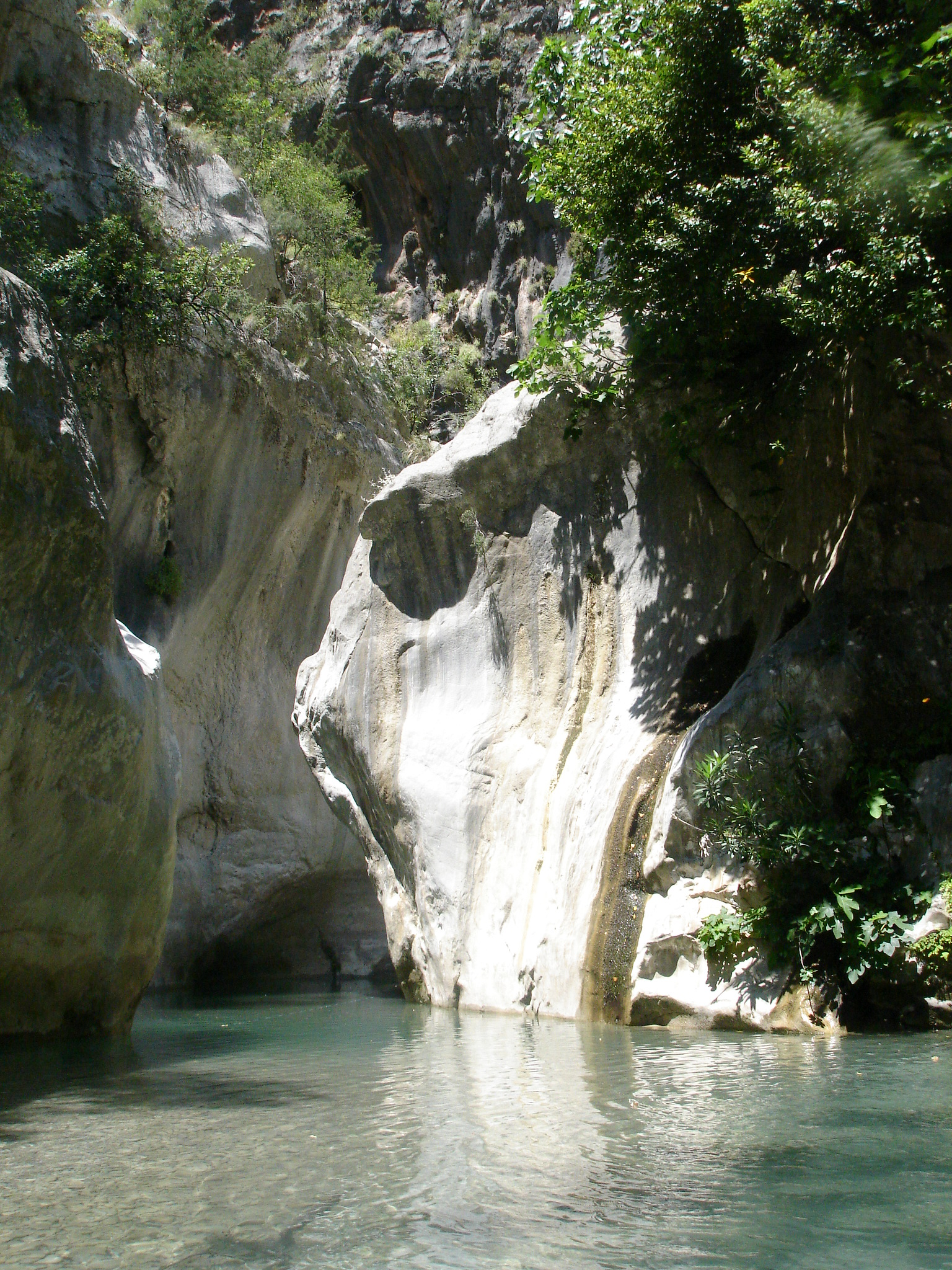

Кёпрюлю каньон  (тур.  Köprülü Kanyon) — каньон и национальный парк в провинции Анталья, Турция. Простирается на 14 км вдоль горной реки Кёпрючай. Ширина до 100 метров. Максимальная глубина каньона 400 метров. Является одним из семи каньонов, образуемых рекой Кёпрючай. На берегах сосновые, эвкалиптовые и кипарисовые леса. Популярное место для рафтинга и рыбалки (в реке водится форель).

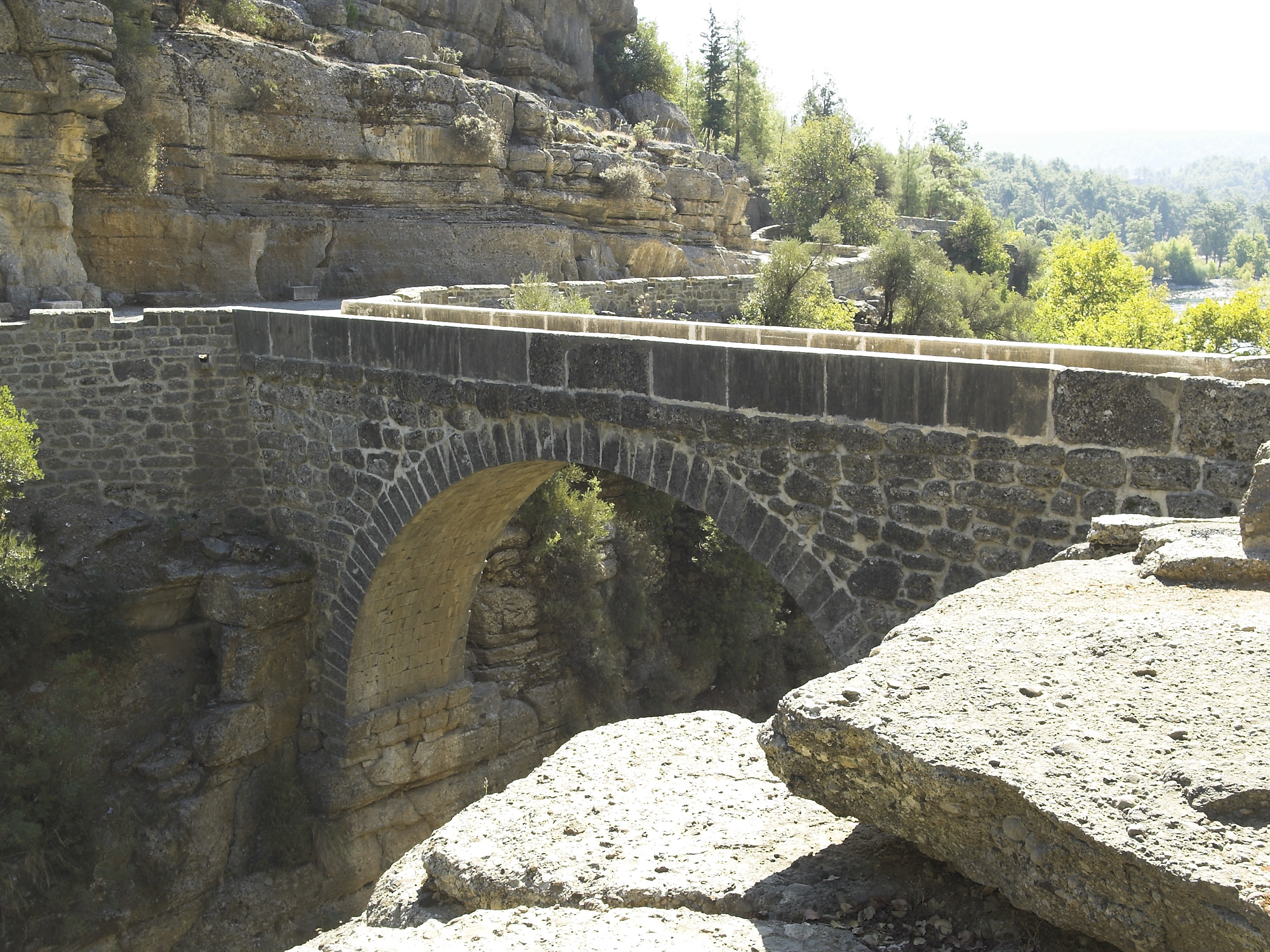
Мост Олук

Над каньоном находится действующий каменный мост Олук высотой 27 м, построенный во втором столетии нашей эры римлянами.